# Plectocomiopsis
Plectocomiopsis es un género con cinco especies de plantas con flores perteneciente a la familia de las palmeras (Arecaceae). Es originario de Asia desde Indochina hasta el oeste de Malasia. Está estrechamente relacionado con el género Myrialepis.

## Etimología
El nombre del género deriva de la palabra griega para " similar a Plectocomia ", otro pariente cercano.

## Distribución y hábitat
P. triquetra y P. wrayi  se encuentran en hábitat de tierras bajas de bosques pantanosos de turba, la primera en Borneo, la última en Malasia. P. corneri y P. mira están en los bosques forestales de dipterocarpáceas en alturas de 700 m s. n. m., y p. geminiflora  se distribuye a través de una variedad de tipos de bosques tropicales a 1200 m s. n. m.

## Descripción
Los tallos son pequeños, densamente agrupados, espinosos, y con entrenudos largos y cicatrices producidas por el desprendimiento de las hojas. Las hojas jóvenes son indivisas o con solo algunos de los segmentos, en madurez son cada vez más pinnadas, están escasamente armadas o desarmadas con vainas escamosas. El peciolo, cuando está presente, y el extremo proximal del raquis está profundamente canalizado y son espinosos; el extremo distal del raquis está armado con regularidad y organizado con espinas curvadas para trepar. Los foliolos son lanceolados y pueden ser pocos o muchos, por lo general, con los márgenes armados.
La inflorescencia se produce en la parte superior del tallo entre las hojas más distales. El pedúnculo es corto, el raquis es mucho más largo que el pedúnculo.  Las flores masculinas se disponen en grupos de hasta 32. El cáliz es grueso, de tacto coriáceo y tubular, con tres lóbulos, y abaxialmente cubierto con escamas, la corola es similar, con dos divisiones distales en forma de triángulo que forman tres lóbulos, también con escamas.  Los seis estambres están fusionados lateralmente formando un tubo inclinado, con filamentos cortos y anteras oblongas. 
Las flores femeninas suelen agruparse de dos a cuatro, pero pueden ser solitarias.  La fruta tiene una, raramente dos semillas esféricas, generalmente deprimidas.

## Cultivo y usos
Las especies no suelen ser cultivadas, ya que son extremadamente espinosas y requieren especiales condiciones tropicales.  En su área de distribución natural se utilizan en cestería, pero su fragilidad les impide ser una fuente común de ratán.  El palmito de P. geminiflora ,  a pesar de su sabor amargo, se considera una exquisitez en Borneo; donde hay algunos comestibles así como otros venenosos. 

## Taxonomía
El género fue descrito por Odoardo Beccari  y publicado en The Flora of British India 6: 479. 1893.
Etimología
Plectocomiopsis: nombre genérico compuesto de Plectocomia y el sufijo -opsis "similar".

## Especies
- Plectocomiopsis corneri
- Plectocomiopsis geminiflora
- Plectocomiopsis mira
- Plectocomiopsis triquetra
- Plectocomiopsis wrayi